# Distrikt Santa Isabel de Siguas
Der Distrikt Santa Isabel de Siguas liegt in der Provinz Arequipa in der Region Arequipa in Südwest-Peru. Der Distrikt wurde am 2. Januar 1857 gegründet. Er besitzt eine Fläche von 183 km². Beim Zensus 2017 wurden 771 Einwohner gezählt. Im Jahr 1993 lag die Einwohnerzahl bei 1179, im Jahr 2007 bei 1246. Die Distriktverwaltung befindet sich in der 1470 m hoch gelegenen Ortschaft Sóndor. Sóndor liegt knapp 60 km westnordwestlich der Provinz- und Regionshauptstadt Arequipa.

## Geographische Lage
Der Distrikt Santa Isabel de Siguas liegt im äußersten Westen der Provinz Arequipa. Der Río Siguas, rechter Nebenfluss des Río Vítor, durchquert den Distrikt in südlicher Richtung.
Der Distrikt Santa Isabel de Siguas grenzt im Westen an den Distrikt Majes, im Nordwesten an den Distrikt Lluta, im Nordosten an den Distrikt Huanca (alle drei zuvor genannten Distrikte gehören zur Provinz Caylloma), im Osten an den Distrikt Vítor sowie im Süden an die Distrikte Santa Rita de Siguas und San Juan de Siguas.